# Aioros de Sagitario
Aioros de Sagitario (射手座のアイオロス Iteza no Aiorosu?) (en griego ΑΙΟΡΟΣ) es un personaje del manga y anime Saint Seiya conocido en español como Los Caballeros del Zodiaco. Fue el Santo de oro de Sagitario hasta su muerte por los heridas de los ataques de Shura de Capricornio. Su espíritu regresa gracias al cosmos de Atena, volviendo a morir junto a los otros 11 caballeros dorados al destruir el Muro de los Lamentos. Fue poseído por una entidad maligna, la que indujo a Saga de Géminis a traicionar a la recién nacida Atenea e intentar asesinarla, cosa que Aioros impidió llevándosela del Santuario. Acusado de traidor por Saga, que había asesinado y suplantado a Shion como Patriarca, fue perseguido por Shura de Capricornio, tras un combate le hirió de muerte. Sin embargo Aioros logró poner a salvo a Atenea entregándosela, junto con su armadura, a Mitsumasa Kido.

## Biografía

### En Episode G
Aioros aparece en el primer capítulo, un prólogo donde se relata de nuevo como rescata a Atenea de las manos de Saga de Géminis, quien intentaba asesinarla con la daga dorada. Después aparece solo en recuerdos, Shura recuerda la pelea que ambos tuvieron y en donde Aioros recibe la Excalibur de lleno cegando a Santo de Capricornio con la sangre que brotó de la herida. Y siempre aparece en los recuerdos que tiene Aioria, donde su hermano le enseñaba no solo cómo ser un santo de oro, sino como ser un buen hombre en la vida.
También aparece en varios Gaiden, donde se lo ve luchar contra el Gigante Tifón y contra soldados egipcios. En otro se cuenta la historia de cómo Galarian Steiner robó el Icor para curar a su madre y fue condenado a muerte. El último deseo del guerrero fue que lo asesinara en combate su mejor amigo Aioros de Sagitario. El Santo de oro accede y tienen una dura batalla en la que Galarian pierde su brazo y su ojo, luego de la pelea el guerrero es perdonado y accede a ser el escudero de Aioria.

### Antes de las 12 Casas
Antes de que comenzará la historia original, 13 años antes de que los Santos de Bronce llegaran a Japón, Aioros, desde el instante de la reaparición de la Diosa Atenea, siempre montaba guardia en la recámara donde descansaba la recién nacida Atenea (que regresó en la forma de un bebé al mundo) por las noches, mientras que de día ayudaba a su hermano menor a entrenarse para convertirse en Santo de Oro. Además Aioros había sido elegido por Shion para que sea el próximo Patriarca. Sin embargo, las cosas cambiaron una noche (la misma noche en la que Saga asesinara a Shion) cuando Saga, disfrazado como el Patriarca, entra a la recámara e intenta asesinar a la Diosa con una daga de oro, pero Aioros que estaba escondido y presintiendo que algo no andaba bien, logra frustrar sus intentos y desenmascarar la identidad de su atacante (lo cual fue sorpresivo para él, al saber de quién se trataba). Al conocer la verdad, Aioros no tiene más opción que escapar del Santuario, lo que hace que Saga, aprovechando su "recién adquirido" título, declare que Aioros es un traidor al Santuario y por lo tanto debería morir por haber intentado "matar" a la diosa. En medio de su fuga se enfrenta a innumerables guerreros pero nada pueden hacer contra Aioros. En estos combates no se defiende mucho por miedo de que Atenea, a quien cargaba, resulte herida, Posteriormente se encuentra con su amigo Shura de Capricornio con quien tiene un breve enfrentamiento y este, aprovechando que Aioros no puede luchar porque está cuidando de Atenea, logra dejarlo muy herido y al borde de la muerte.
Estando en las afueras del Santuario, Aioros le entrega a Mitsumasa Kido la armadura de Sagitario y a Atenea cuando tan solo era una bebé. El Santo le pide por favor al japonés, que cuide de la diosa ya que es la única esperanza que tiene la Tierra cuando sea azotada por las fuerzas del mal que se avecinarían años más tarde, luego muere.
Más tarde, cuando Seiya antes de pelear con Aioria es atacado por los Santos de plata Sirius de Can Mayor, Algethi de Hércules y Dio de Mosca, el espíritu de Aioros le envía su armadura para protegerlo, y le cede su cosmos para que pueda vencer al Santo de Leo. Luego el alma de Aioros le recrimina a Aiora haber creído en el Patriarca y lo llama estúpido por haber atacado a Atenea, con lo cual finalmente Aioria acepta a Saori Kido como la verdadera reencarnación de la diosa Atenea.

### En las 12 Casas
El espíritu de Aioros se hace presente cuando resuenan todas las armaduras doradas y luego su armadura de Sagitario les muestra a los 4 Santos de Bronce su testamento, donde les encomienda la protección de Atenea a los jóvenes caballeros. 
En el manga, los caballeros de bronce pasan por la casa de Sagitario luego de leer el testamento que el caballero dorado dejara a quien logre cruzar por su templo. Los caballeros tienen que pasar por una serie de pruebas en el interior de la casa donde la armadura dorada, les revela a los caballeros de bronce el mencionado testamento que Aioros dejó en el templo que le correspondía custodiar.

### En Asgard y Poseidón
El espíritu de Aioros vuelve a ayudar con su armadura a Seiya. Esta vez la transporta hasta el Santuario Submarino donde el Pegaso mantenía una difícil lucha con Poseidón.

### En Hades
Todo comienza cuando la armadura de Sagitario resplandece de las 12 Casas y va hacia el Inframundo guiando a las demás armaduras. Es allí donde los 12 caballeros dorados reviven por el poder de Atenea.
Luego hay unas breves palabras de Aioros y Aioria, para luego notarse la presencia de los demás caballeros dorados, incluyendo a Saga de Géminis que se encuentra cabizbajo de entre los demás caballeros.
De esta manera, todos los caballeros dorados al unísono, concentran todo su cosmos en la flecha dorada de Sagitario, simulado la luz del Sol, para poder destruir el Muro de los Lamentos para que los caballeros de bronce pudieran avanzar hacia los Campos Elíseos, lo cual logran, pero irremediablemente mueren.

### En las películas
En las primeras cuatro películas su espíritu siempre envía la armadura de Sagitario para que Seiya derrote a sus enemigos. En la película canónica Tenkai Hen Overture no aparece el alma de Aioros, como sus otros compañeros. Esto se debe a que su alma no fue sellada junto con la de los demás caballeros de oro al terminar la batalla contra Hades. La razón es que Aioros no llegó a participar en las Guerras Santas y por ello no se considera que él haya sido castigado por desafiar a los dioses, su única participación fue en el derribo del Muro de los Lamentos.

## Técnicas especiales
Las técnicas que usa son:
1. Sagittarius Gold Arrow (黄金矢の射手座 Ougon Ya no Sajitariasu?, Flecha de Oro de Sagitario): Una técnica en la cual Aioros hace uso del arma que es parte del accesorio de la cloth. Es exclusiva del manga y anime.
2. Atomic Thunderbolt (アトミックサンダーボルト Atomikku Sandāboruto?, Trueno Atómico): Una técnica en la cual Aioros lanza una inmensa descarga que destruye todo a su paso. Es exclusiva del anime.
3. Infinty Break (無限破砕（インフィニティブレイク Infiniti Bureiku?, Ruptura Infinita): Aioros logra materializar millones de flechas que comienzan a arremolinarse y atraviesan el cuerpo del enemigo. Es exclusiva del Episodio G
4. Shadow Arrow (Flecha fantasma): Técnica canónica que usa Aioros en el manga (episodio zero) la cual detiene el movimiento del enemigo al clavar una flecha fantasma en la sombra del contrincante, usada para inmovilizar a piscis y capricornio.